# Cabinet Bouffier III
Pour les articles homonymes, voir Bouffier.
Land de Hesse
Bouffier II Rhein I
Le cabinet Bouffier III (en allemand : Kabinett Bouffier III) est le gouvernement du Land de Hesse entre le 18 janvier 2019 et le 31 mai 2022, durant la 20e législature du Landtag.

## Coalition et historique
Dirigé par le ministre-président chrétien-démocrate sortant Volker Bouffier, ce gouvernement est constitué et soutenu par une « coalition noire-verte » entre l'Union chrétienne-démocrate d'Allemagne (CDU) et l'Alliance 90 / Les Verts (Grünen). Ensemble, ils disposent de 69 députés sur 137, soit 50,4 % des sièges au Landtag.
Il est formé à la suite des élections régionales du 28 octobre 2018.
Il succède donc au cabinet Bouffier II, constitué et soutenu par une coalition identique.
Au cours du scrutin parlementaire, l'Union chrétienne-démocrate confirme son statut de premier parti de Hesse, mais perd plus de 11 points, tandis que l'Alliance 90 / Les Verts supplante de seulement 94 voix le Parti social-démocrate comme deuxième force politique régionale. Les libéraux n'envisageant pas de constituer une alliance avec les écologistes et les sociaux-démocrates, la reconduction du pacte entre la CDU et les Grünen est imaginée par ces derniers. Le 19 décembre, sept semaines après la tenue des élections, les partenaires de la majorité sortante annoncent avoir conclu une nouvelle entente pour continuer de gouverner la Hesse ensemble. Lors d'une séance du Landtag le 18 janvier 2019, Volker Bouffier est réélu ministre-président pour un troisième mandat par 69 voix, soit l'exacte majorité requise.
Alors que l'Allemagne et son économie sont touchées par la pandémie de Covid-19, le ministre régional des Finances depuis dix ans, le chrétien-démocrate Thomas Schäfer, se suicide le 28 mars 2020. Volker Bouffier salue sa mémoire en affirmant que « C’est précisément dans ces moments difficiles que nous aurions eu besoin de quelqu’un comme lui ».

## Composition
- Les nouveaux ministres sont indiqués en gras, ceux ayant changé d'attributions en italique.

| Portefeuille                                                                                                  | Titulaire | Titulaire                                                                       | Parti  |
| --- | --------- | ------------------------------------------------------------------------------- | ------ |
| Ministre-président                                                                                            |           | Volker Bouffier                                                                 | CDU    |
| Vice-ministre-président Ministre de l'Économie, de l'Énergie, des Transports et du Logement                   |           | Tarek Al-Wazir                                                                  | Grünen |
| Ministre de l'Intérieur et des Sports                                                                         |           | Peter Beuth                                                                     | CDU    |
| Ministre des Finances                                                                                         |           | Thomas Schäfer (mort le 28/03/2020) Michael Boddenberg (à partir du 31/03/2020) | CDU    |
| Ministre de la Justice                                                                                        |           | Eva Kühne-Hörmann                                                               | CDU    |
| Ministre des Affaires sociales et de l'Intégration                                                            |           | Kai Klose                                                                       | Grünen |
| Ministre de l'Éducation                                                                                       |           | Ralph Alexander Lorz                                                            | CDU    |
| Ministre de la Science et de la Culture                                                                       |           | Angela Dorn                                                                     | Grünen |
| Ministre de l'Environnement, de la Protection du climat, de l'Agriculture et de la Protection du consommateur |           | Priska Hinz                                                                     | Grünen |
| Ministre de la Stratégie et du développement numériques                                                       |           | Kristina Sinemus                                                                | Sans   |
| Ministre des Affaires fédérales et européennes                                                                |           | Lucia Puttrich                                                                  | CDU    |
| Ministre sans portefeuille Directeur de la chancellerie régionale                                             |           | Axel Wintermeyer                                                                | CDU    |